# Jack Cropp
John Urquhart Cropp, dit Jack Cropp, est un skipper néo-zélandais né le 23 mai 1927 à Hokitika et mort le 25 juin 2016.

## Carrière
Jack Cropp obtient une médaille d'or olympique de voile en classe Sharpie 12 m2 avec Peter Mander aux Jeux olympiques d'été de 1956 de Melbourne à bord du Jest.